# Dietmanns (Dolní Rakousy)
Dietmanns je městys v Rakousku ve spolkové zemi Dolní Rakousy v okrese Waidhofen an der Thaya. Žije zde přibližně 1 100 obyvatel.

## Poloha
Dietmanns se nachází v severozápadní části spolkové země Dolní Rakousy. Nalézá se 7 km východně od města Waidhofen an der Thaya. Jeho rozloha činí 6,88 km²; 58,74 % území pokrývají lesy a čtvrtinu tvoří polnosti.

### Členění
Území městyse Dietmanns se skládá ze dvou částí (v závorce uveden počet obyvatel k 1. 1. 2023):
- Alt-Dietmanns (610)
- Neu-Dietmanns (428)

## Historie
První zmínka o obci pochází z roku 1230. Na konci 14. století byl Dietmanns šlechtickým sídlem von Dietmarsů. Roku 1455 je jako držitel uváděn nižší šlechtic Michael Hoböckher a po něm Jörg Reinwold.
Území roku 1541 odkoupil Wolfgang Lunzer a v roce 1542 zde postavil zámek. Ten roku 1586 získal rytíř Christoph Kleindienst a jeho syn Dietrich jej roku 1630 prodal své sestře. Její dědička, baronka Johanna Sophie von Puige, nechala v roce 1724 postavit u zdejší cesty kapli s dřevěnou sochou sv. Jana Nepomuckého.
Po několika změnách vlastníků byl zámek rozšířen v době baroka a roku 1865 jej získal vídeňský textilní továrník Ignaz Sennefelder. V třetí čtvrtině 19. století zde přesunula svou výrobu firma Hetzer & Söhne, což městysu přineslo hospodářský rozkvět. Kolem roku 1900 pracovalo vw zdejších dílnách na 300 lidí. Pro rodiny dělníků byly v dnešní ulici Hetzergasse postaveny domy.
V roce 1953 začalo v Dietmannsu fungovat kino, v roce 1958 bylo vybudováno vodovodní potrubí a v roce 1959 byla otevřena zdejší knihovna.
Římskokatolická farnost Dietmanns se osamostatnila v roce 1783. Dnes Dietmanns patří do farnosti Groß-Sieghart.

## Školství
V obci sídlí obecná škola.

## Pamětihodnosti
- Zámek Dietmanns, postavený roku 1542
- Bründlkapelle Dietmanns z konce 19. století
- Ortskapelle Dietmanns, postavená roku 1801
- Barokní kaple u cesty

## Osobnosti
- Peter Fichtenbauer (* 1946), rakouský politik

## Galerie

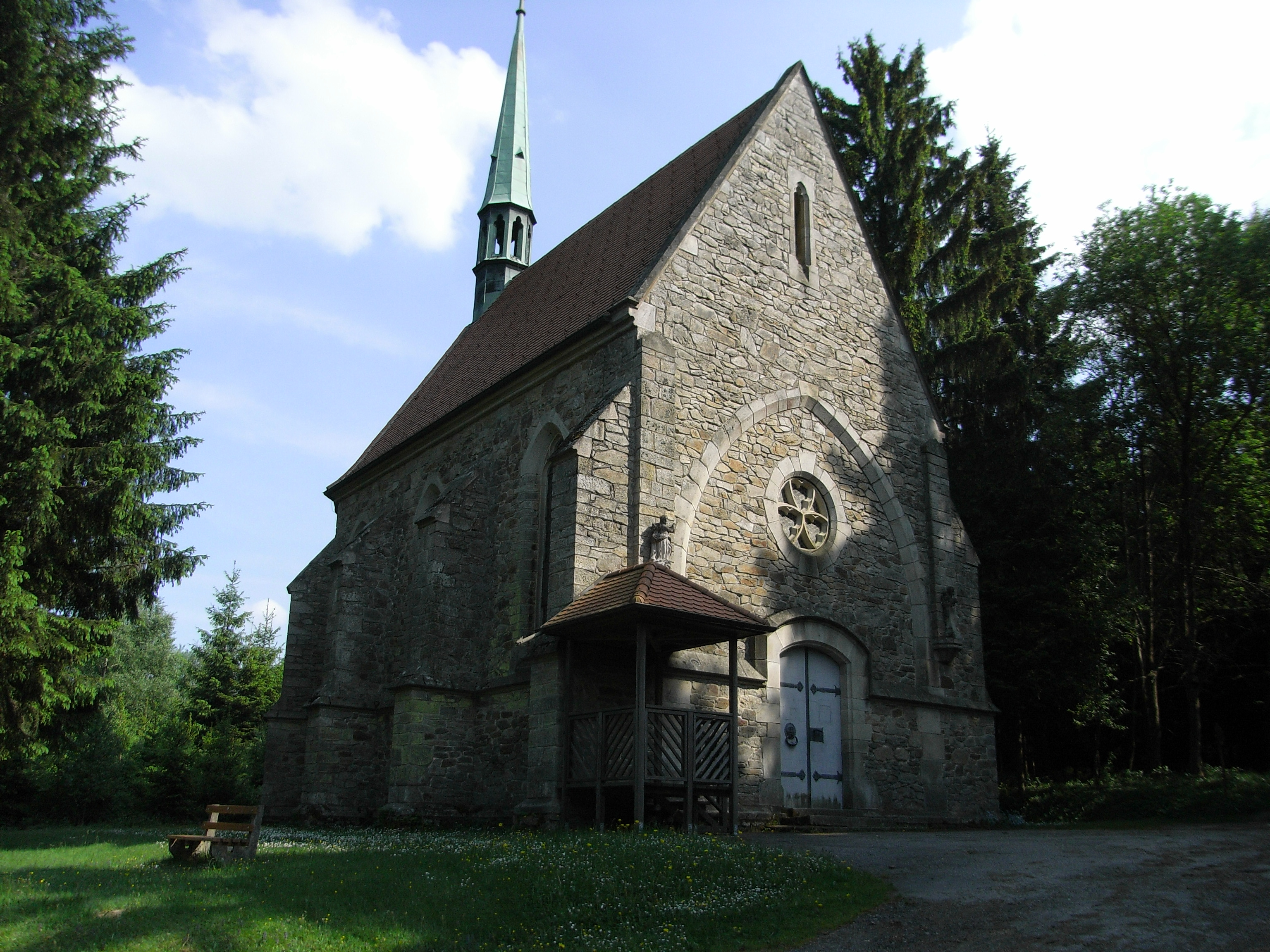
,,Bründlkapelle" v Dietmannsu
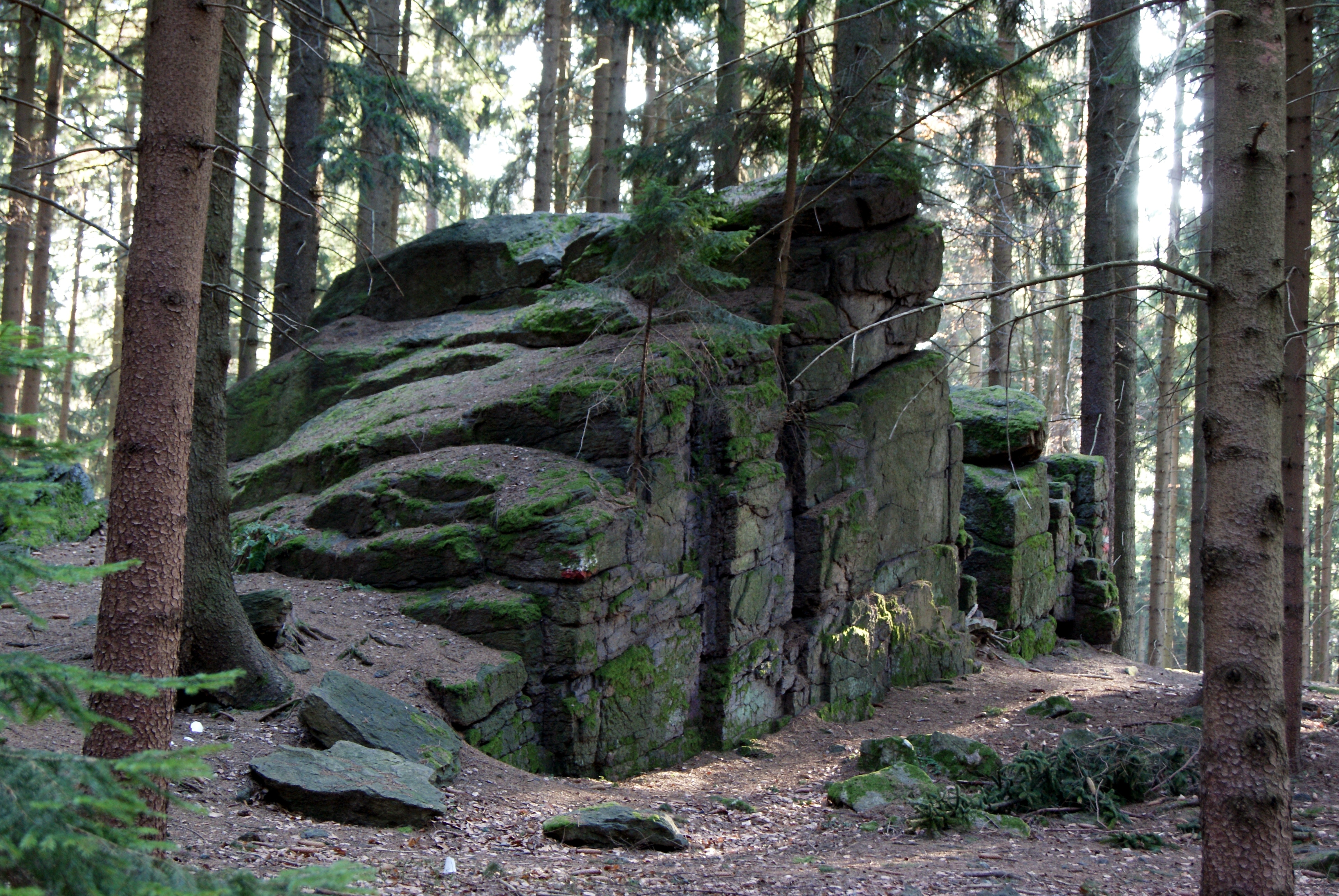
Hora Wieningerberg se nachází na území městyse Dietmanns